# Тонкосемянник
Тонкосемя́нник, или лептоспермум (лат. Leptospermum) — род деревянистых растений семейства Миртовые (Myrtaceae).

## Этимология названия
Латинское название рода образовано от греч. leptos — «тонкий» и spermum — «семя».

## Ботаническое описание

### Вегетативные органы
Вечнозелёные кустарники или небольшие деревья высотой 1—8 м, редко до 15—20 м. Все части растения содержат эфирные масла. Супротивные, расположенные спирально на ветвях листья простые, мелкие или среднего размера, с зубчатым краем. Есть прилистники.

### Генеративные органы
Цветки одиночные или собраны в цимозное соцветие. Цветки радиально-симметричные, пятичленные, двуполые или мужские. Пять лепестков белого, розового или красного цвета. Имеется 5—55 тычинок. 2—12 плодолистиков срастаются с образованием нижней завязи.
Опыление насекомыми (энтомофилия) или птицами (орнитофилия).
Плод — сухая коробочка, мало- или многосемянная, с лёгкими, крылатыми или бескрылыми семенами.

## Распространение
Представители рода Тонкосемянник широко распространены в Австралии, особенного разнообразия достигая на юге материка. Два вида встречаются в Малайзии, а тонкосемянник мётловидный (Leptospermum scoparium) — в Новой Зеландии.

## Хозяйственное значение и применение
Некоторые виды и их разновидности выращиваются как декоративные растения.
Первые австралийские поселенцы заменяли чай листьями некоторых видов тонкосемянника.
Из тонкосемянника также получают эфирные масла. Они обладают противовоспалительным эффектом, делают кожу более упругой, помогают в борьбе с герпесом и грибковыми заболеваниями.

## Таксономия
Род Тонкосемянник включает 87 видов:
- Leptospermum anfractum A.R.Bean
- Leptospermum arachnoides Gaertn.
- Leptospermum argenteum Joy Thomps.
- Leptospermum barneyense A.R.Bean
- Leptospermum benwellii A.R.Bean
- Leptospermum blakelyi Joy Thomps.
- Leptospermum brachyandrum (F.Muell.) Druce
- Leptospermum brevipes F.Muell.
- Leptospermum confertum Joy Thomps.
- Leptospermum continentale Joy Thomps. — Тонкосемянник континентальный
- Leptospermum coriaceum (F.Muell. ex Miq.) Cheel
- Leptospermum crassifolium Joy Thomps.
- Leptospermum deanei Joy Thomps.
- Leptospermum deuense Joy Thomps.
- Leptospermum divaricatum Schauer
- Leptospermum emarginatum H.L.Wendl. ex Link
- Leptospermum epacridoideum Cheel
- Leptospermum erubescens Schauer
- Leptospermum exsertum Joy Thomps.
- Leptospermum fastigiatum S.Moore
- Leptospermum glabrescens N.A.Wakef.
- Leptospermum glaucescens Schauer
- Leptospermum grandiflorum Lodd. — Тонкосемянник крупноцветковый
- Leptospermum grandifolium Sm. — Тонкосемянник крупнолистный
- Leptospermum gregarium Joy Thomps.
- Leptospermum incanum Turcz.
- Leptospermum inelegans Joy Thomps.
- Leptospermum javanicum Blume
- Leptospermum jingera Lyne & Crisp
- Leptospermum juniperinum Sm. — Тонкосемянник можжевельниковый
- Leptospermum laevigatum (Gaertn.) F.Muell. — Тонкосемянник гладкий
- Leptospermum lamellatum Joy Thomps.
- Leptospermum lanigerum (Aiton) Sm.
- Leptospermum liversidgei R.T.Baker & H.G.Sm.
- Leptospermum luehmannii F.M.Bailey
- Leptospermum macgillivrayi Joy Thomps.
- Leptospermum macrocarpum (Maiden & Betche) Joy Thomps.
- Leptospermum madidum A.R.Bean
- Leptospermum maxwellii S.Moore
- Leptospermum microcarpum Cheel
- Leptospermum micromyrtus Miq.
- Leptospermum minutifolium (Benth.) C.T.White
- Leptospermum morrisonii Joy Thomps.
- Leptospermum multicaule A.Cunn.
- Leptospermum myrsinoides Schltdl. — Тонкосемянник миртовый
- Leptospermum myrtifolium Sieber ex DC.
- Leptospermum namadgiensis Lyne
- Leptospermum neglectum Joy Thomps.
- Leptospermum nitens Turcz.
- Leptospermum nitidum Hook.f.
- Leptospermum novae-angliae Joy Thomps.
- Leptospermum obovatum Sweet
- Leptospermum oligandrum Turcz.
- Leptospermum oreophilum Joy Thomps.
- Leptospermum pallidum A.R.Bean
- Leptospermum parviflorum Valeton
- Leptospermum parvifolium Sm.
- Leptospermum petersonii F.M.Bailey — Тонкосемянник Петерсона
- Leptospermum petraeum Joy Thomps.
- Leptospermum polyanthum Joy Thomps.
- Leptospermum polygalifolium Salisb. — Тонкосемянник истодолистный
- Leptospermum purpurascens Joy Thomps.
- Leptospermum recurvum Hook.f. — Тонкосемянник обратнозагнутый
- Leptospermum riparium D.I.Morris
- Leptospermum roei Benth.
- Leptospermum rotundifolium (Maiden & Betche) F.A.Rodway
- Leptospermum rupestre Hook.f.
- Leptospermum rupicola Joy Thomps.
- Leptospermum scoparium J.R.Forst. & G.Forst. — Тонкосемянник мётловидный, или Манука
- Leptospermum sejunctum Joy Thomps.
- Leptospermum semibaccatum Cheel
- Leptospermum sericatum Lindl.
- Leptospermum sericeum Labill.
- Leptospermum speciosum Schauer
- Leptospermum spectabile Joy Thomps. — Тонкосемянник видный
- Leptospermum sphaerocarpum Cheel
- Leptospermum spinescens Endl.
- Leptospermum squarrosum Gaertn. — Тонкосемянник растопыренный
- Leptospermum subglabratum Joy Thomps.
- Leptospermum subtenue Joy Thomps.
- Leptospermum thompsonii Joy Thomps.
- Leptospermum trinervium (Sm.) Joy Thomps. — Тонкосемянник трёхжилковый
- Leptospermum turbinatum Joy Thomps.
- Leptospermum variabile Joy Thomps.
- Leptospermum venustum A.R.Bean
- Leptospermum whitei Cheel
- Leptospermum wooroonooran F.M.Bailey

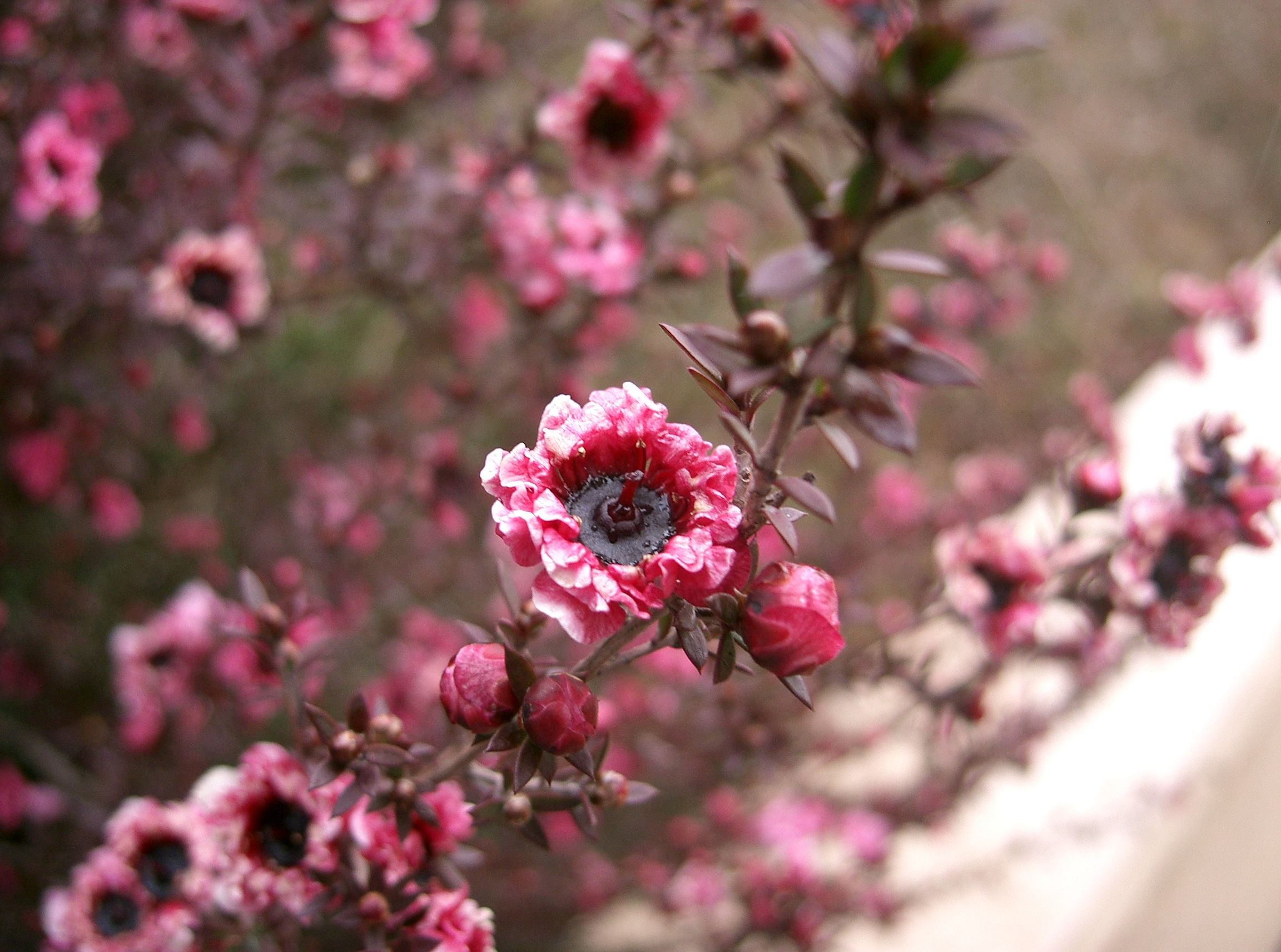
Тонкосемянник мётловидный (Leptospermum scoparium)
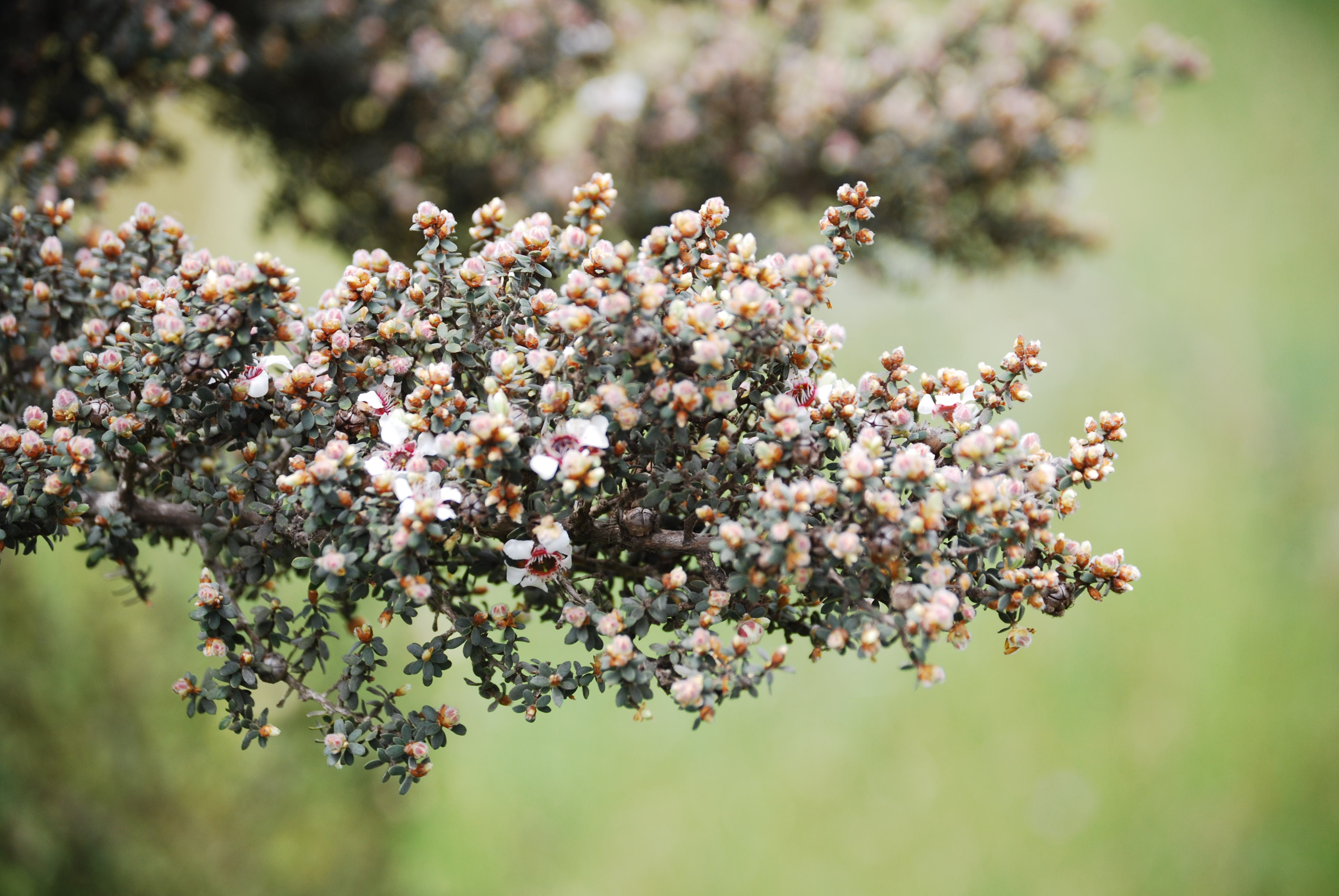
Leptospermum lanigerum
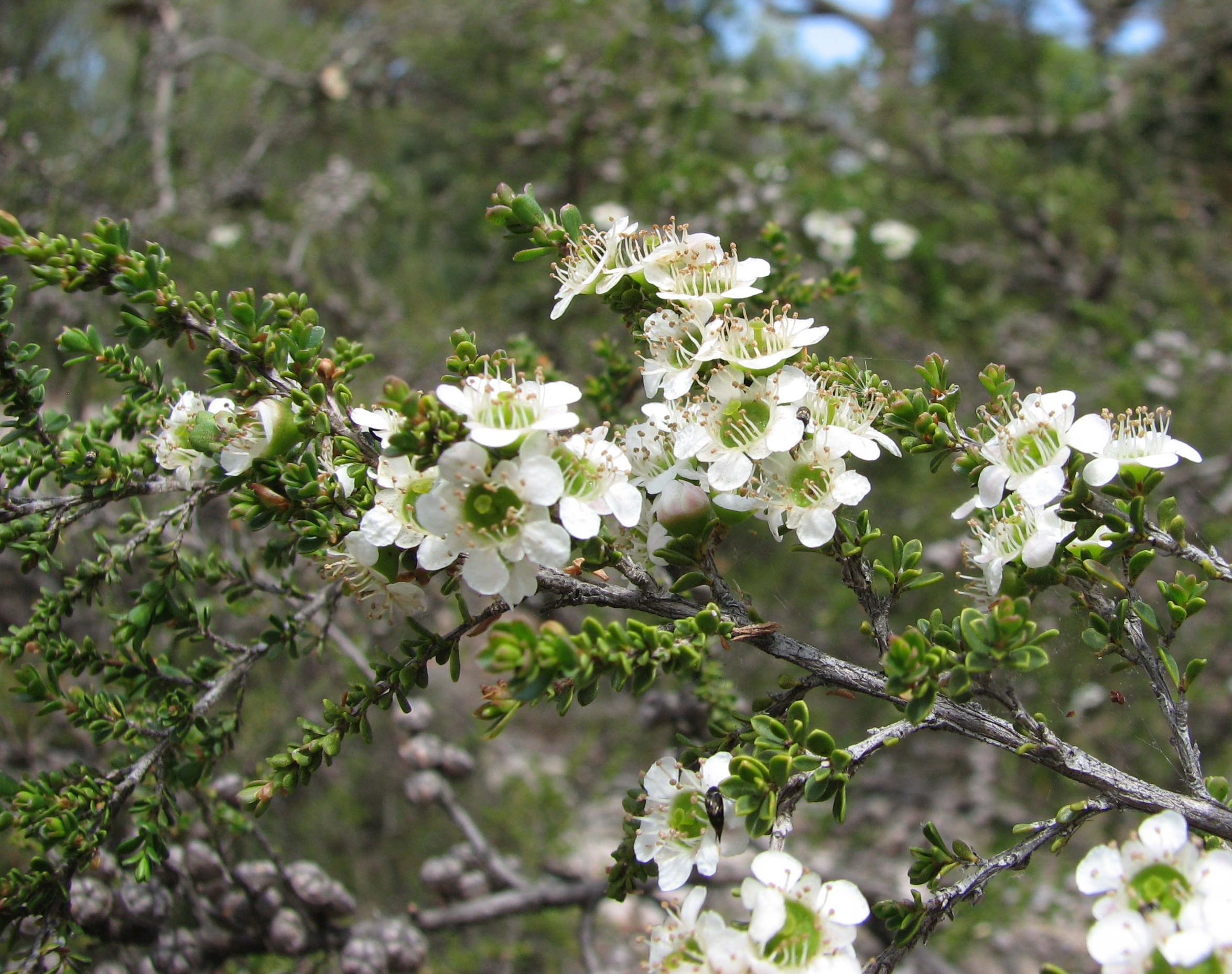
Leptospermum liversidgei
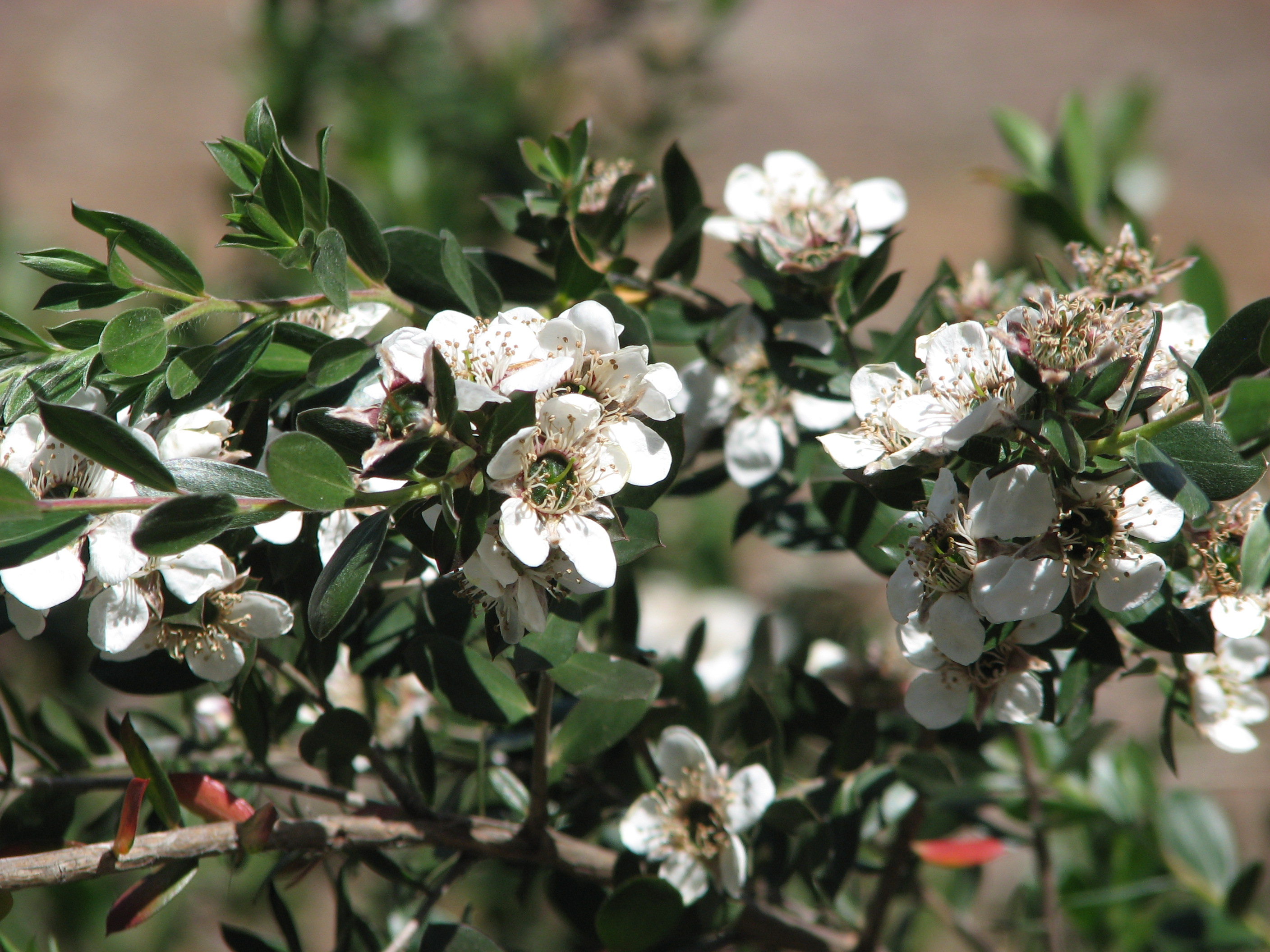
Leptospermum nitidum
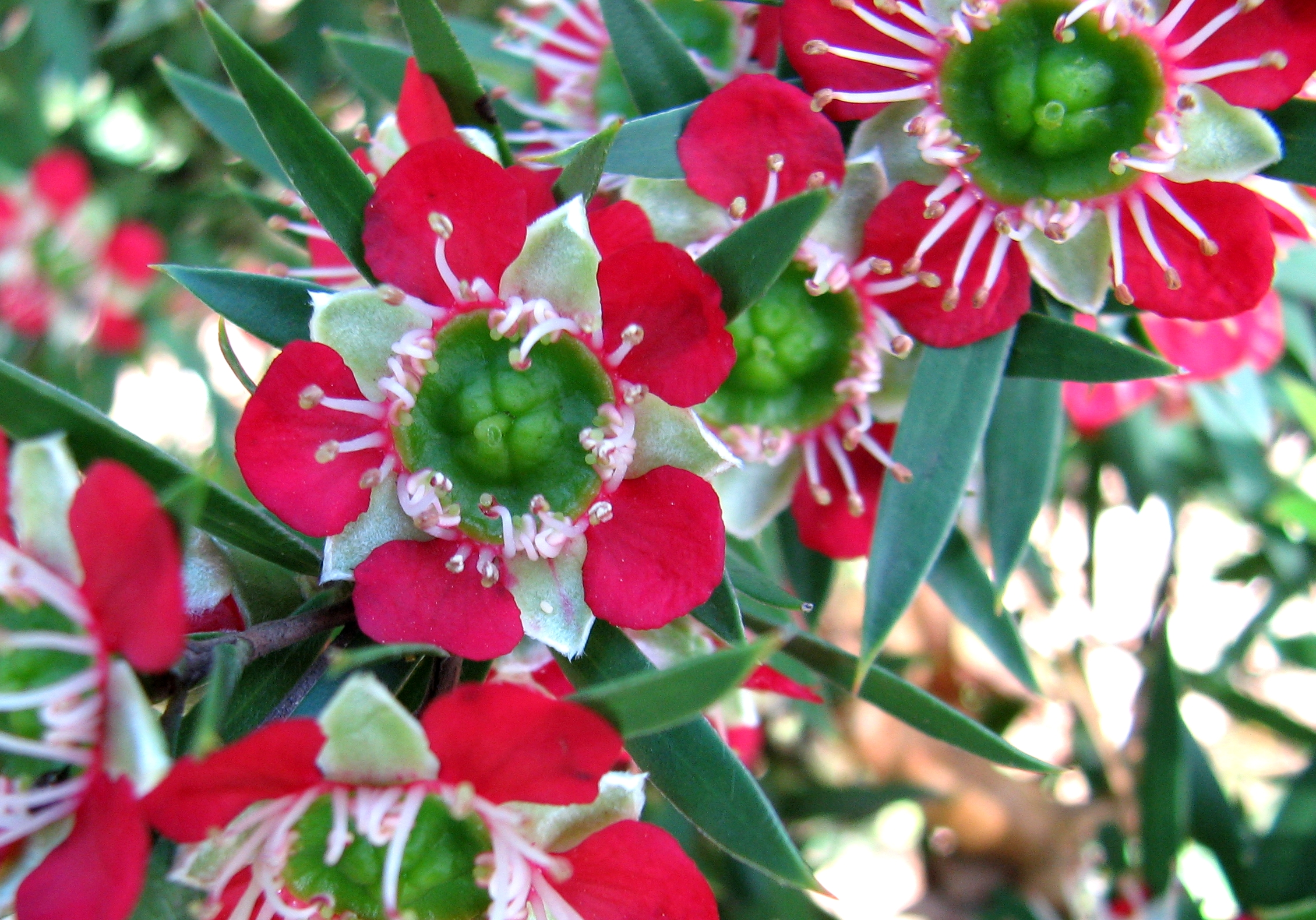
Тонкосемянник видный (Leptospermum spectabile)
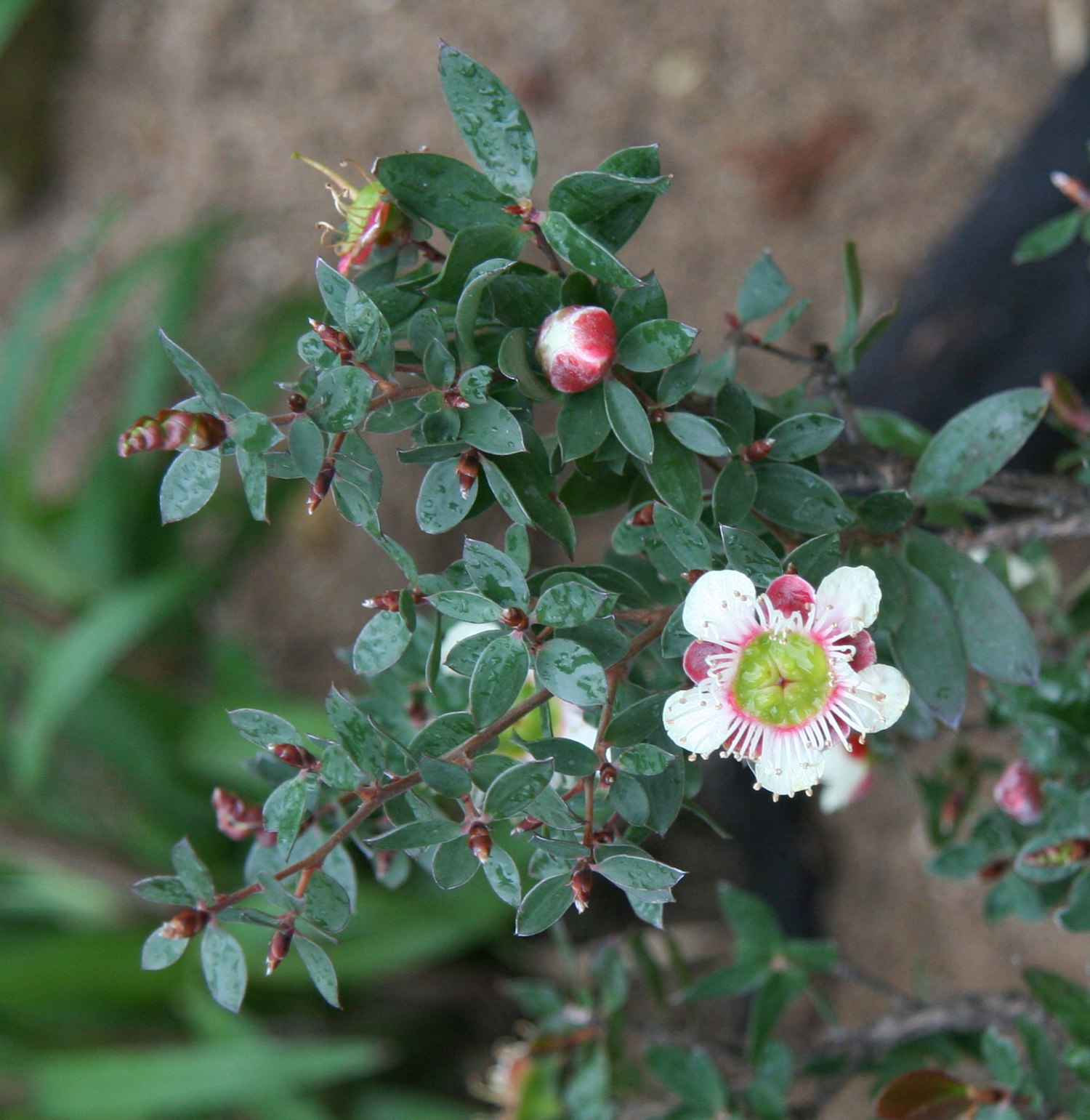
Тонкосемянник крупноплодный (Leptospermum macrocarpum)
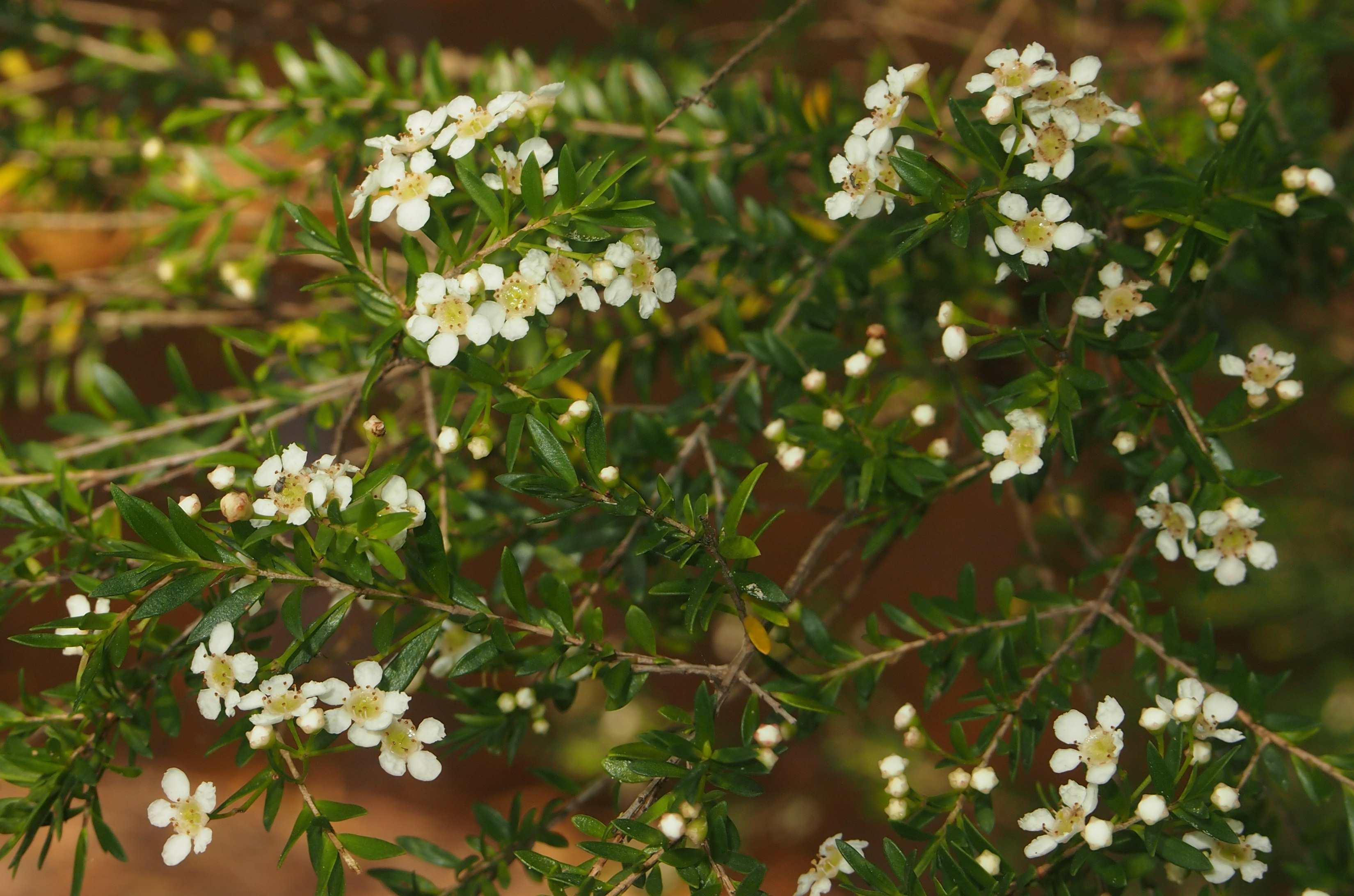
Тонкосемянник незамеченный (Leptospermum neglectum)
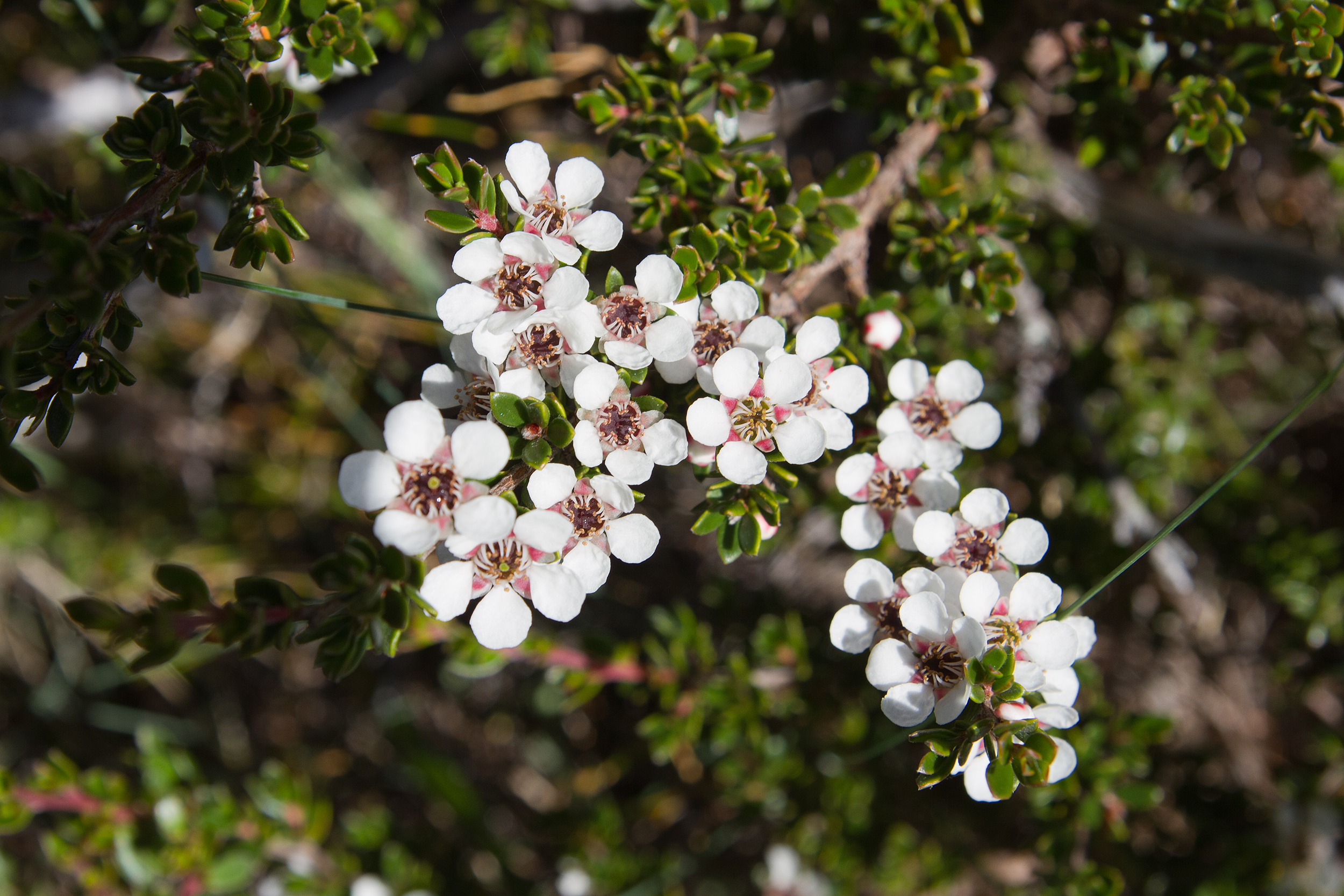
Leptospermum rupestre
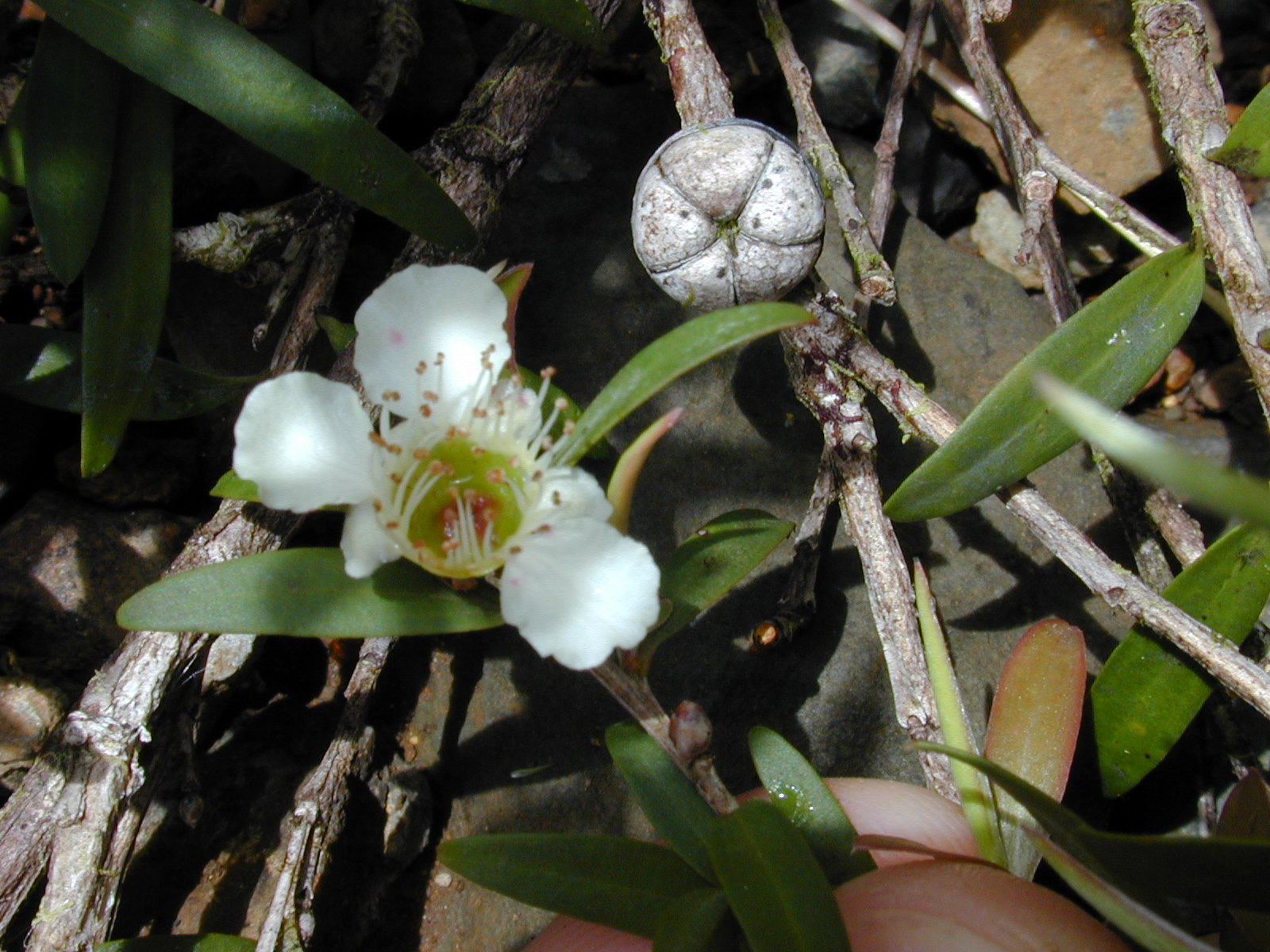
Тонкосемянник Моррисона (Leptospermum morrisonii)
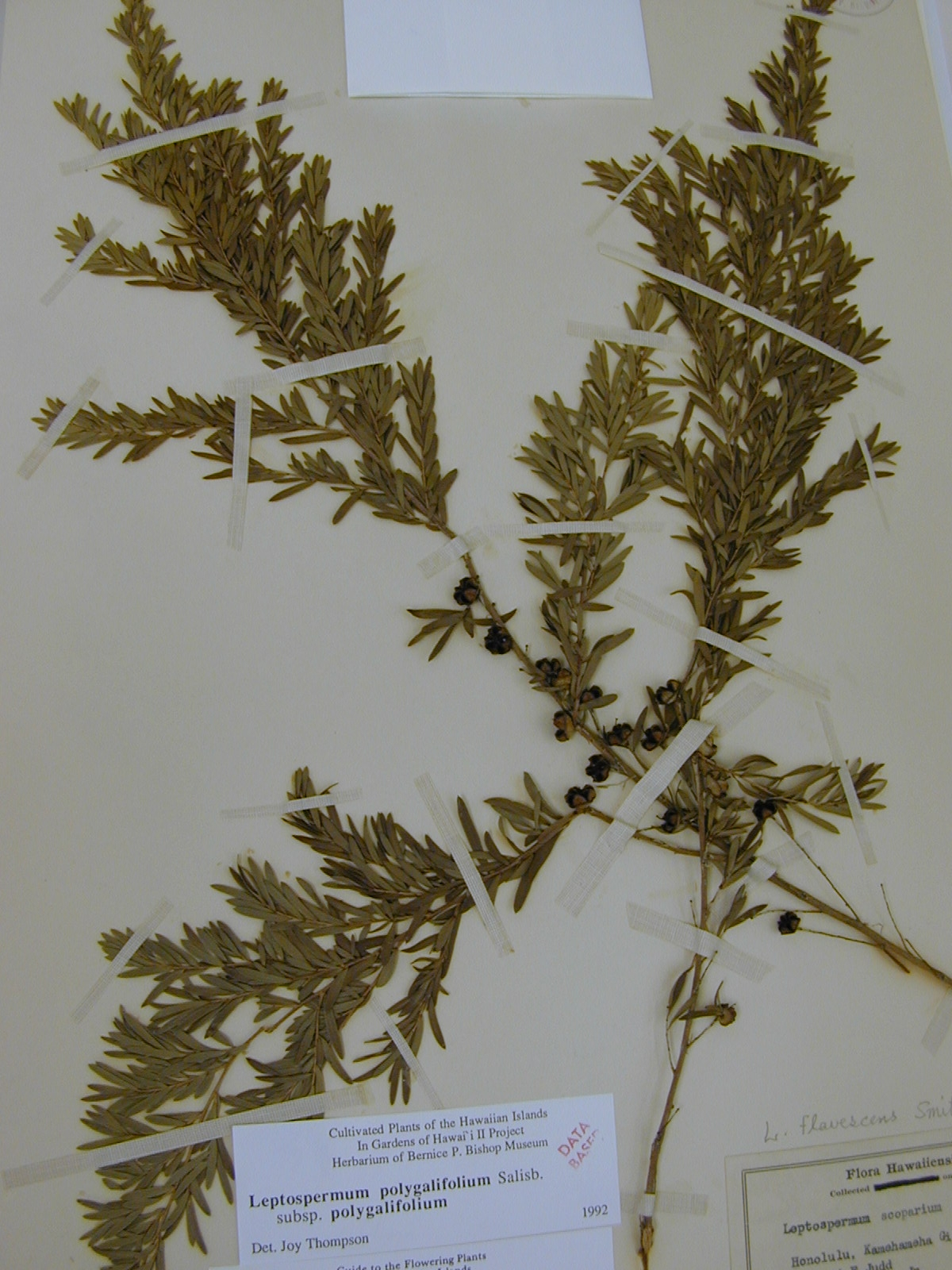
Тонкосемянник истодолистный (Leptospermum polygalifolium)
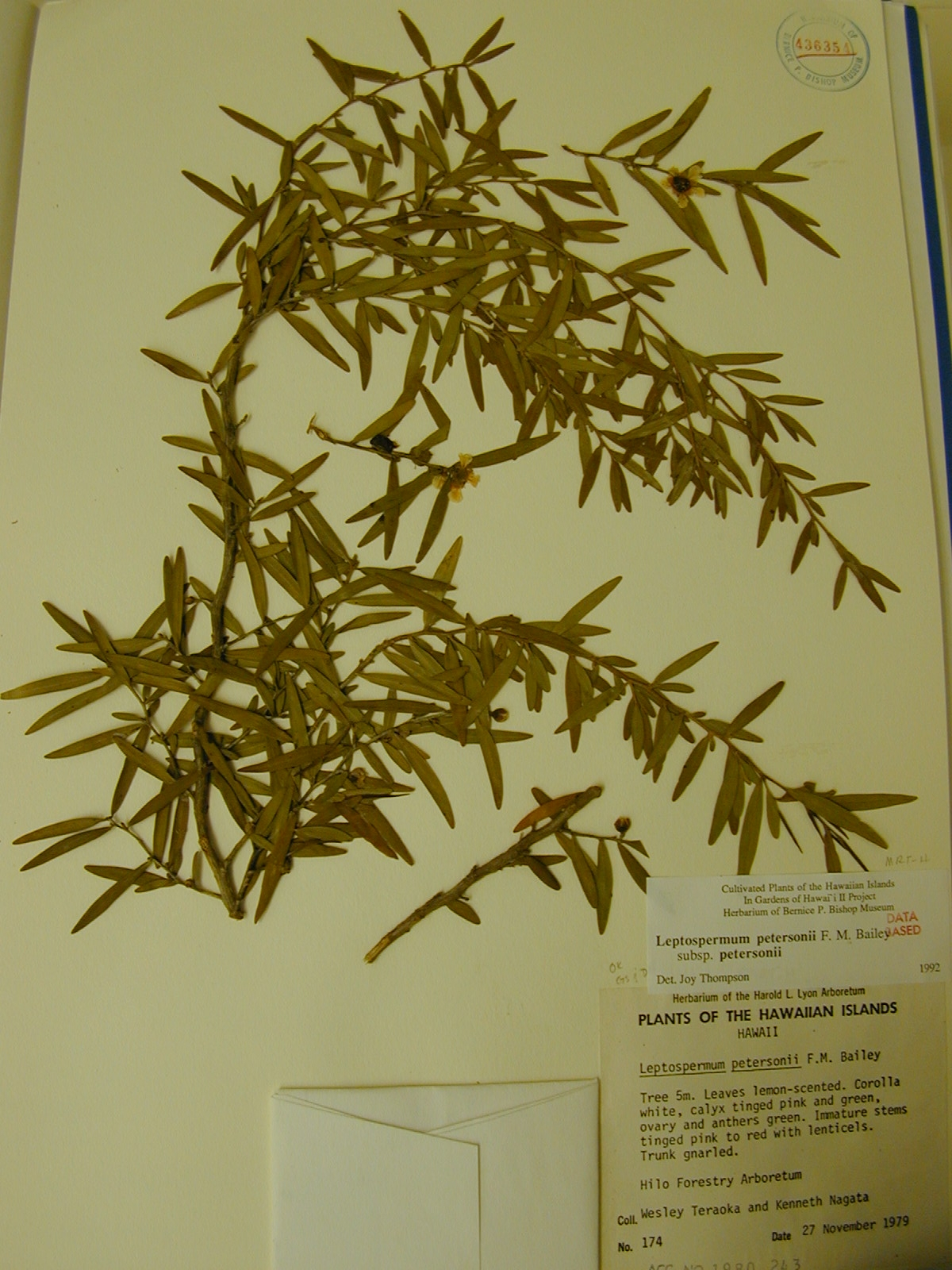
Тонкосемянник Петерсона (Leptospermum petersonii)